# Wikipédia em alemão
A Wikipédia em alemão (em alemão: Deutschsprachige Wikipedia) é a versão da enciclopédia online livre Wikipedia no idioma alemão. Foi criada em março de 2001, como a primeira versão em outro idioma, cerca de dois meses após o lançamento da Wikipedia em inglês.
Atualmente, com 3 001 517 artigos, é a terceira maior versão da Wikipedia, atrás apenas da versão em inglês e da versão em cebuano, que é amplamente composta por artigos gerados por computador. Em termos de número de edições de artigos, bem como de administradores, autores e autores ativos, a Wikipedia em alemão é a segunda maior, após a versão em inglês.

Após os primeiros três anos, o número de autores ativos aumentou consideravelmente até 2007, mas desde 2009, vem apresentando uma queda contínua.